# 佐々木史朗 (映画プロデューサー)
佐々木 史朗（ささき しろう、1939年1月22日 - 2022年4月18日）は、日本の映画プロデューサー。本名は佐々木正路（ささき まさみち）。

## 人物
日本アート・シアター・ギルド(ATG)にて、他の映画会社とは一線を画す非商業主義的な芸術作品を製作・配給し、日本の映画史に多大な影響を与え、数多くの若手映画監督の輩出に尽力。
永年の映画界への貢献が称えられ、日本アカデミー賞協会特別賞や文化庁映画賞（映画功労部門）を受賞。東京国際映画祭の創設にも尽力。日本映画大学の理事長も長年務めた。黒沢清がカンヌ国際映画祭ある視点部門の監督賞を受賞した「岸辺の旅」の製作。
長年 新進気鋭の若手監督や錚々たる監督(大森一樹、長崎俊一、森田芳光、井筒和幸、高橋伴明、根岸吉太郎、金秀𠮷、大林宣彦、岡本喜八、俳優・柄本明、寺山修司、中江裕司、塩田明彦、季相日、中村義洋、沖田修一、西川美和)と共に映画を作り続けてきた。
また是枝裕和が監督デビューした直後に「どうしたら映画を作り続けていけるか」と教えを請いに事務所に伺った所、自分が関わった映画の予算書から収支まで全て見せてくれ、その秘訣・心構えを示してくれたという。
詩人、パフォーマーの三上その子は長女。
おもなプロデュース作品は『ヒポクラテスたち』『転校生』『家族ゲーム』『20世紀ノスタルジア』『ナビィの恋』など。

## 来歴
関東州大連市出身。山口県立岩国高等学校卒業。
1959年に早稲田大学を中退し、鈴木忠志、別役実らと早稲田小劇場を設立。
1963年よりTBSテレビ演出部に勤務。
1970年にTBSを退社後、TBSとの共同出資で「東京ビデオセンター」を設立しテレビ番組の製作を手がける。
1978年、会社創立7周年記念映画『星空のマリオネット』を製作した際、日本アート・シアター・ギルド (ATG) と出逢ったことがきっかけで映画界に進出。
1979年からATG二代目社長を兼務し、橋浦方人、大森一樹、長崎俊一、森田芳光、井筒和幸、根岸吉太郎らの作品をプロデュースし、自主映画や成人映画出身の若手監督に一般劇場映画を撮る機会を与えた。また、大林宣彦の「尾道三部作」初作となる『転校生』が、クランクイン一週間前にスポンサーが降りて苦境に陥った際、東宝のプロデューサーから相談を受け、松竹と日本テレビに話をつないで映画の実現に協力した。
1989年、ほかの5人の独立系プロデューサーと共にアルゴプロジェクトに参加し、邦画の新たな配給・興行体制を試みる。
1993年、プロデュース事務所「オフィス・シロウズ」を設立し、代表に就任。その後も中江裕司や李相日、沖田修一らを送り出した。
1998年、日本映画製作者協会代表副理事長。
2006年、早稲田大学客員教授・のち退職。
2007年、立命館大学映像学部客員教授・のち退職。
2007年、日本映画大学（2011年開校）の理事長に就任（2018年まで）。
2004年、第27回日本アカデミー賞協会特別賞を受賞。
2019年、文化庁映画賞（映画功労部門）受賞。
2022年4月18日、肺がんで死去。

## 著書
- 『時の過ぎゆくままに』高崎俊夫・松田広子・田中ひろこ編、ワイズ出版、2018年

## 担当作品
- 1975年 青春散歌 置けない日々（橋浦方人監督、映影社同人製作） - 製作
- 1978年 星空のマリオネット（橋浦方人監督、東京ビデオセンター製作） - 企画
- 1978年 さすらいの恋人 眩暈（めまい）（小沼勝監督、日活製作） - 企画
- 1978年 危険な関係（藤田敏八監督、三浦朗製作） - 企画
- 1980年 海潮音（橋浦方人監督、シネマハウト/ATG製作） - 製作
- 1980年 ヒポクラテスたち（大森一樹監督、シネマハウト/ATG製作） - 製作
- 1980年 ミスター・ミセス・ミス・ロンリー（神代辰巳監督、市山パースル/ATG製作） - 製作
- 1981年 ガキ帝国（井筒和幸監督、プレイガイドジャーナル/ATG製作） - 製作
- 1981年 遠雷（根岸吉太郎監督、ATG/にっかつ撮影所/ニュー・センチュリー・プロデューサーズ製作） - 製作
- 1981年 近頃なぜかチャールストン（岡本喜八監督、喜八プロ/ATG製作） - 製作
- 1981年 風の歌を聴け（大森一樹監督、シネマハウト/ATG製作） - 製作
- 1982年 転校生（大林宣彦監督、日本テレビ放送網/ATG製作） - 製作
- 1982年 九月の冗談クラブバンド（長崎俊一監督、シネマハウト/ATG/プロダクション爆製作） - 製作
- 1982年 TATTOO＜刺青＞あり（高橋伴明監督、国際放送/ATG/高橋プロダクション製作） - 製作
- 1982年 怪異談 生きてゐる小平次（中川信夫監督、磯田事務所/ATG製作） - 製作
- 1982年 キッドナップ・ブルース（浅井慎平監督、バーズスタジオ/ATG製作） - 製作
- 1983年 家族ゲーム（森田芳光監督、にっかつ撮影所/NCP/ATG製作） - 製作
- 1984年 廃市（大林宣彦監督、PSC/新日本制作/ATG製作） - 製作
- 1984年 蜜月（橋浦方人監督、シネマハウト/ATG製作） - 製作
- 1984年 すかんぴんウォーク（大森一樹監督、渡辺プロダクション/シネマハウト/ニュー・センチュリー・プロデューサーズ製作） - 製作
- 1984年 人魚伝説（池田敏春監督、ディレクターズ・カンパニー/ATG製作） - 製作
- 1984年 逆噴射家族（高橋伴明監督、ディレクターズ・カンパニー/国際放送/ATG製作） - 製作
- 1984年 さらば箱舟（寺山修司監督、劇団ひまわり/人力飛行機舎/ATG製作） - 製作
- 1985年 ユー・ガッタ・チャンス（大森一樹監督、渡辺プロ/N・C・P/シネマハウト製作） - 製作
- 1986年 君は裸足の神を見たか（金秀吉監督、ATG/日本映画学校製作） - プロデューサー
- 1986年 野ゆき山ゆき海べゆき（大林宣彦監督、日本テレビ放送網/バップ製作） - 製作総指揮
- 1990年 僕が病気になった理由1・2・3（鴻上尚史・大森一樹・渡邊孝好監督、シネマハウト/サントリー製作） - 製作
- 1996年 空がこんなに青いわけがない（柄本明監督、オフィス・シロウズ/サントリー製作） - 製作
- 1996年 ロマンス（長崎俊一監督、オフィス・シロウズ製作） - 製作
- 1996年 20世紀ノスタルジア（原将人監督、オフィス・シロウズ製作） - 企画
- 1998年 ヒロイン! なにわボンバーズ（三浦光尋監督、関西テレビ放送/オフィス・シロウズ製作） - 製作
- 1999年 ナビィの恋（中江裕司監督、イエス・ビジョンズ/オフィス・シロウズ製作） - 製作
- 2001年 柔らかな頬（長崎俊一監督、オフィス・シロウズ/BS-i製作） - 製作
- 2002年 コンセント（中原俊監督、BS-i/アミューズピクチャーズ/ジャパンホームビデオ/オフィス・シロウズ製作） - 企画
- 2002年 笑う蛙（平山秀幸監督、バップ/衛星劇場/ジャパンホームビデオ/博報堂/ワコー/オフィス・シロウズ製作） - 企画
- 2002年 ごめん（冨樫森監督、「ごめん」製作事業委員会製作） - 製作
- 2003年 ホテル・ハイビスカス（中江裕司監督、イエス・ビジョンズ/バンダイビジュアル/讀賣テレビ放送/オフィス・シロウズ/読売テレビエンタープライズ製作） - 企画
- 2004年 アンテナ（熊切和嘉監督、オフィス・シロウズ/ケングルーヴ製作） - 製作
- 2005年 スクラップ・ヘブン（李相日監督、オフィス・シロウズ/テレビ東京/バンダイビジュアル/イエス・ビジョンズ/ザズウ製作） - 企画
- 2006年 闇打つ心臓（長崎俊一監督、オフィス・シロウズ製作） - 製作
- 2006年 ルート225（中村義洋監督、オフィス・シロウズ製作） - 製作
- 2006年 コワイ女 カタカタ（雨宮慶太監督、ミコット・エンド・バサラ/キングレコード/IMAGICA/東映チャンネル/オフィス・シロウズ製作） - 製作
- 2006年 フリージア（熊切和嘉監督、小学館/東宝/バンダイビジュアル/ソニーPCL/オフィス・シロウズ製作） - 企画
- 2007年 恋するマドリ（大九明子監督、「恋するマドリ」製作委員会[12]製作） - 製作
- 2007年 やじきた道中 てれすこ（平山秀幸監督、オフィス・シロウズ/バンダイビジュアル/トータル/テレビ朝日サービス製作） - 製作
- 2009年 真夏の夜の夢 さんかく山のマジルー（中江裕司監督、「真夏の夜の夢」パートナーズ[13]）製作） - 製作
- 2010年 アブラクサスの祭（加藤直輝監督、「アブラクサスの祭」パートナーズ[14]製作） - 製作
- 2012年 キツツキと雨（沖田修一監督、「キツツキと雨」製作委員会[15]製作） - 企画
- 2012年 夢売るふたり（西川美和監督、「夢売るふたり」製作委員会[16]製作） - 企画
- 2013年 許されざる者（李相日監督、ワーナー・ブラザース映画製作） - Co.エグゼクティブプロデューサー
- 2015年 岸辺の旅（黒澤清監督、「岸辺の旅」製作委員会[17]製作） - 製作
- 2016年 モヒカン故郷に帰る（沖田修一監督、2016「モヒカン故郷に帰る」製作委員会[18]製作） - 企画
- 2016年 プロデューサーズ（後閉宏監督、アルタミラピクチャーズ製作） - 出演